# Adab

Unter dem arabischen Begriff Adab (أدب, DMG adab), selten auch كياسة, DMG kiyāsa ‚Gewandtheit; Klugheit; Höflichkeit‘, versteht man gutes Benehmen und kultiviertes Auftreten, im Islam einer der wichtigsten Aspekte in der Beziehung zwischen dem Menschen und Gott. Nach der islamischen Überlieferung soll Mohammed gesagt haben: 

„ḥusn al-ʾadab min al-ʾīmān – 
Gutes Benehmen ist ein Teil des Glaubens“

Auch im Sufismus (islamische Mystik) wird er häufig im Zusammenhang des Benehmens eines Schülers (Murid) gegenüber seinem Lehrer (Sheikh) verwendet.
Abgeleitet von der ursprünglichen Bedeutung ist Adab auch ein Gattungsbegriff in der arabischen Literaturwissenschaft. Zur Adab-Literatur zählen vorislamische Gedichte und Stammeserzählungen genauso wie die Literatur für die gebildeten Bürger des islamischen Mittelalters. Formal zeichnet sie sich oft durch die Verwendung von Reimprosa (arabisch Sadschʿ) aus.
Al-Adab ist auch der Name einer 1953 in Beirut gegründeten Literaturzeitschrift.